# Handley Page Jetstream
El Handley Page HP.137 Jetstream es un pequeño avión comercial bimotor turbohélice, con fuselaje presurizado. Fue diseñado para cubrir los requerimientos del mercado de las aerolíneas regionales y commuter de Estados Unidos. El diseño fue más tarde mejorado y construido por British Aerospace como BAe Jetstream 31 y BAe Jetstream 32, presentando diferentes motores turbohélice.

## Diseño y desarrollo

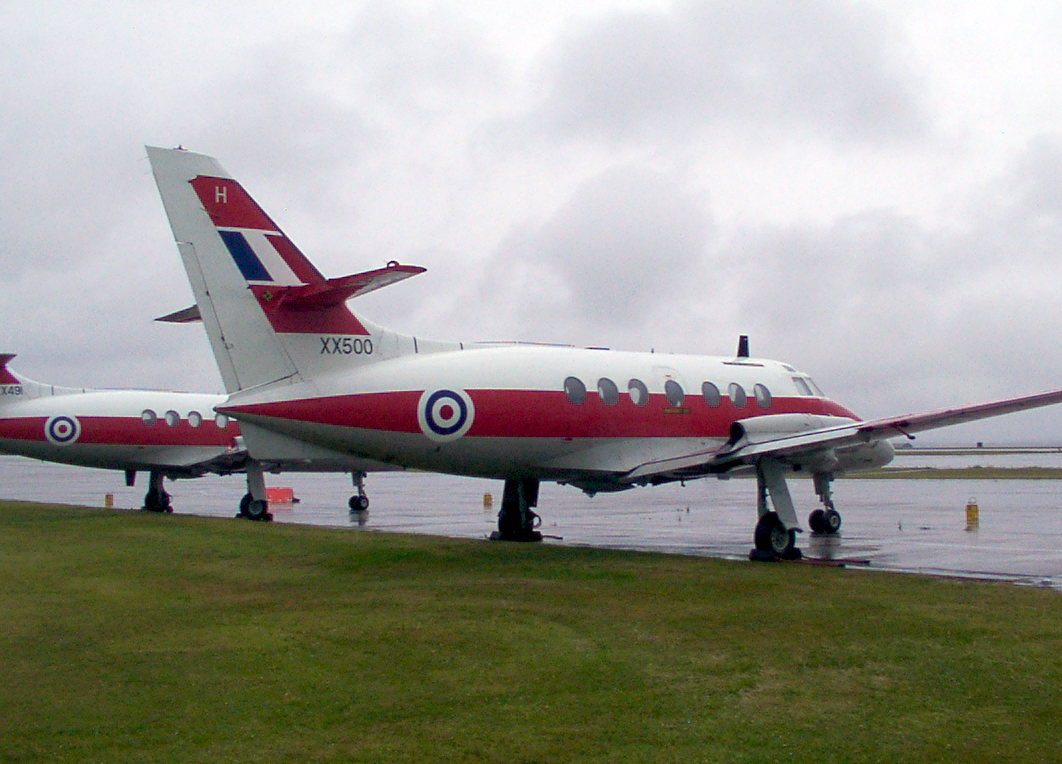
Jetstream T.1 de la Marina Real británica en la Real Estación Aeronaval de Culdrose.

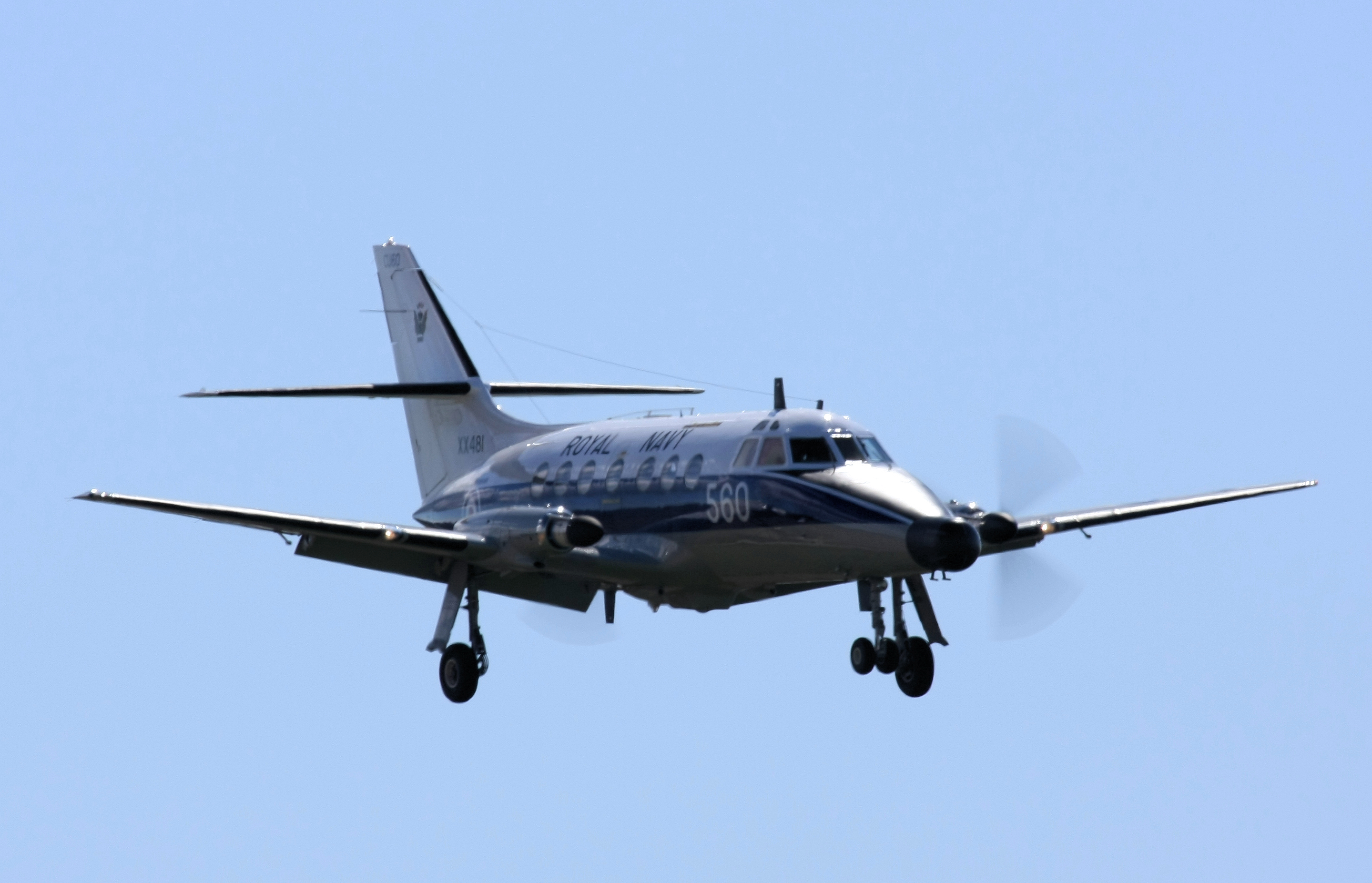
Jetstream T.2 de la Marina Real británica en la Real Estación Aeronaval de Culdrose.

Handley Page se encontraba en la década de 1960 en una mala posición, deseando mantenerse independiente respecto a las  "dos grandes" compañías británicas (Hawker Siddeley y la British Aircraft Corporation), pero no contaba con el capital suficiente para desarrollar un nuevo avión de pasajeros de gran tamaño que lo mantuviera en el mercado. Después de estudiar el problema, decidió crear un pequeño pero muy competitivo avión de pasajeros. El diseño despertó gran interés en los Estados Unidos, cuando se presentó por primera vez en el mercado, e incluso se realizaron 20 encargos antes de que se terminara por completo el proyecto.
El diseño original data del año 1965 como avión de 12 asientos (seis filas con un pasillo central). El avión era un monoplano de ala baja y cola alta de disposición convencional. Se decidió mejorar el rendimiento con un nuevo diseño del morro siendo este más alargado. El fuselaje tenía una sección circular para mejorar la presurización de la cabina de pasajeros, y, además, esto permitía un vuelo a mayor altura y a mayor velocidad y ofrecía más comodidad para los pasajeros que otros aviones de distintos fabricantes.
EL montaje final tenía lugar en una nueva fábrica en el aeródromo de Radlett, aunque distintos fabricantes hicieron las alas (Scottish Aviation en Prestwick) y la sección de cola (Northwest Industries de Edmonton, Alberta, Canadá) entre otras cosas. El diseño original usaba motores Turbomeca Astazou XVI de aproximadamente 626 kW (840 hp), y voló por primera vez el 18 de agosto de 1967 como Jetstream 1.
A fin de mejorar las perspectivas de ventas en los Estados Unidos, el quinto prototipo fue equipado con Garrett TPE331 estadounidenses. El cambio de motor hizo que la USAF lo considerara como avión carguero. Finalmente, la USAF encargó 11 ejemplares, equipados con una puerta de carga y acomodación para 12 pasajeros o seis camillas, siendo conocido como C-10A, o Jetstream 3M. La USAF canceló su encargo en octubre de 1969 alegando una entrega tardía.
El primer Jetstream 1 de producción voló el 6 de diciembre de 1968, y se entregarían 36 ejemplares en el siguiente año. Sin embargo, en este punto Handley Page había abandonado el motor original, y el Jetstream 2 fue lanzado con el más grande Astazou XVI de 720 kW (965 hp), comenzando las entregas a finales de 1969. Las entregas tardías y los problemas de motor habían llevado los costes de desarrollo a más de 13 millones de libras, muy lejos de las proyecciones iniciales de 3 millones. Sólo tres Jetstream 2 se completarían antes de que Handley Page fuera a la quiebra, y la línea de producción finalmente cerrara en 1970.
Había suficiente interés en el diseño como para que fuera inicialmente recogido por una colaboración de inversores y Scottish Aviation, que formaron una compañía llamada "Jetstream Aircraft" para producir el avión. Este equipo produjo diez Jetstream 1 más. Scottish Aviation también continuó la producción del Jetstream 2, aunque refiriéndolo como Jetstream 200. En febrero de 1972, la Real Fuerza Aérea encargó 26 Jetstream 201, que los usó como entrenadores polimotor como Jetstream T.1. Catorce de ellos fueron modificados como entrenadores de observadores para la Marina Real, recibiendo la designación Jetstream T.2.

## Variantes
Jetstream Mk 1
Variante inicial de producción con motores Turbomeca Astazou XVI.
Jetstream Mk 2
Variante similar al Mk 1 con motores más potentes.
Jetstream 200
Designación de Scottish Aviation para sus Jetstream Mk 2.
Jetstream 3M
Variante mejorada con motores TPE331 para la Fuerza Aérea de Estados Unidos.
C-10A
Designación dada por la USAF al Jetstream 3M. La producción comenzó, pero el encargo fue cancelado y ninguno fue entregado.
Riley Jetstream
Versión con motores PT6A, algunos Jetstream 1 fueron convertidos a esta versión por Riley Aircraft en Carlsbad, California.
Jetstream T.1
Designación militar del Jetstream 200 usado por la Real Fuerza Aérea británica como entrenador polimotor.
Jetstream T.2
Conversión de T.1 a entrenadores de observadores para la Marina Real británica.
Century III
Conversiones con motores TPE331.

## Operadores

### Civiles
Alemania
- Bavaria Fluggesellschaft

 Argentina
- Aero VIP

 Colombia
- ADA
- SARPA
- Vertical de Aviación

 Dinamarca
- Newair

 Estados Unidos
- Air Illinois
- Air US
- Apollo Airways (nombre cambiado posteriormente a Pacific Coast Airlines)
- Big Sky Airlines
- Dorado Wings (operados en el Caribe desde Puerto Rico)
- Cal-State Air Lines
- JetAire Airlines
- Interstate Airlines
- Sierra Pacific Airlines
- South Central Air Transport (SCAT) (aviones adquiridos posteriormente por Air Illinois)
- Sun Airlines (anunciado por la aerolínea, pero pueden no haber sido entregados u operados realmente)
- Texas Star Airways
- Western Air Stages
- Zia Airlines

 Libia
- Buraq Air

### Militares

#### Actuales
Uruguay
- Armada Uruguaya

#### Antiguos
Reino Unido
- Real Fuerza Aérea
- Marina Real Británica

## Apariciones notables en los medios
- Un Jetstream operado por Apollo Airways, una aerolínea regional basada en el Aeropuerto Municipal de Santa Bárbara en California, apareció en la película Moonraker de 1979, protagonizada por Roger Moore, donde el agente secreto británico James Bond (007) es lanzado desde el avión en vuelo.[5]

## Accidentes e incidentes
- El 17 de abril de 1981, el N11360, una conversión Century III, realizando el Vuelo 716 de Air US, colisionó con un Cessna 206 privado que llevaba paracaidistas, después de despegar desde el Northern Colorado Regional Airport, muriendo los 13 pasajeros y tripulantes a bordo del Century III y los dos ocupantes del Cessna 206.[6]

## Supervivientes
Alemania
- Jetsteam T.2 XX476/CU-561 en Flugausstellung Hermeskeil.[7]

Países Bajos
- Jetstream T.2 XX481/CU-560 en el Speelpark & Maisdoolhof de Voorthuizen.[8]

Reino Unido
- Jetstream T.1 XX492 en el Newark Air Museum, Nottinghamshire.[9]
- Jetstream T.1 XX494 en el East Midlands Aeropark, Leicestershire.[10]
- Jetstream T.1 XX495 en el South Yorkshire Aircraft Museum, Doncaster, South Yorkshire.
- Jetstream T.1 XX496 en el Museo de la Real Fuerza Aérea Británica de Cosford, Shropshire.[11]
- Jetstream T.1 XX499 en el Brooklands Museum, Surrey.[12]

## Especificaciones (Series 200)
Referencia datos: Jane's All The World's Aircraft 1976–77.

### Características generales
- Tripulación: Dos
- Capacidad: 16 pasajeros
- Longitud: 14,4 m (47,1 ft)
- Envergadura: 15,9 m (52 ft)
- Altura: 5,3 m (17,5 ft)
- Superficie alar: 25,1 m² (270 ft²)
- Peso vacío: 3485 kg (7680,9 lb)
- Peso máximo al despegue: 5700 kg (12 562,8 lb)
- Planta motriz: 2× turbohélice Turbomeca Astazou XVIC.
  - Potencia: 687 kW (947 HP; 934 CV) cada uno.
- Capacidad de combustible: 1745 L

### Rendimiento
- Velocidad nunca excedida (Vne): 555 km/h (345 MPH; 300 kt)
- Velocidad máxima operativa (Vno): 454 km/h (282 MPH; 245 kt)
- Velocidad crucero (Vc): 433 km/h (269 MPH; 234 kt) (crucero económico)
- Velocidad de entrada en pérdida (Vs): 142 km/h (88 MPH; 77 kt) (flaps abajo)
- Alcance: 2220 km (1199 nmi; 1379 mi)
- Techo de vuelo: 7600 m (24 934 ft)
- Régimen de ascenso: 13 m/s (2559 ft/min)

## Aeronaves relacionadas

### Desarrollos relacionados
- BAe Jetstream 41

### Aeronaves similares
- Embraer EMB 110 Bandeirante
- / Embraer/FMA CBA 123 Vector
- Fairchild Swearingen Metroliner
- Beechcraft 1900

### Secuencias de designación
- Secuencia HP._ (interna de Handley Page): ← HP.133 - HP.134 - HP.135 - HP.137
- Secuencia C-_ (Aviones de Carga estadounidenses, 1962-presente): ← C-7 (C-7/RC-7) - C-8 - C-9 - C-10 (C-10/KC-10) - C-11 - C-12/RC-12 - C-14 →